# Leclercqia
Leclercqia H.P.Banks, Bonamo & Grierson 1973 es un género extinto de licofitas descrito a partir de sus restos fósiles aparecidos en sedimentos del Devónico Medio en diversos yacimientos. El género toma su nombre de la paleobotánica belga Suzanne Leclercq y hasta la actualidad se conocen cuatro especies pertenecientes a él, Leclercqia complexa, L. andrewsii, L. uncinata y L. scolopendra caracterizados fundamentalmente por la morfología de sus lígulas o micrófilos. Por la distribución de sus fósiles y la naturaleza del material sedimentario en el que se han localizado se considera que las especies de Leclercqia tuvieron una distribución cosmopolita, localmente abundante y que se desarrollaba en los alrededores de arroyos y lagunas de agua dulce.

## Morfología
Los primeros fósiles descritos para este género proceden del estado de Nueva York y Pensilvania y fueron inicialmente asignados a la especie Leclercqia complexa que sirve para describir al género. Los especímenes mostraban un vegetal de porte herbáceo consistente en un eje central muy delgado y ramificado dicótomamente con micrófilos denominados lígulas insertados helicoidalmente y asociados a esporangios que permitieron asignar al grupo a la familia Protolepidodendraceae.
La morfología de los micrófilos es la característica más destacable de este género siendo los primeros licófitos conocidos en poseerlos. Estos micrófilos son el principal carácter diagnóstico para las diferentes especies del género. En Leclercqia complexa constaban de una lámina central elongada, curvada y acuminada con dos emergencias laterales más estrechas y divididas, una a cada lado de la central. En Leclercqia andrewsii la lámina se dividía en cinco segmentos que se curvaban adaxialmente mientras que en Leclercqia scolopendra la lámina en su porción terminal se dividía en tres segmentos fusiformes, uno de ellos curvaba abaxialmente y los otros dos adaxialmente. En Leclercqia uncinata la lámina basal se dividía en tres secciones, dos de ellas en su mismo plano y que a su vez mostraban tres ramificaciones, y una tercera en un plano inferior y fuertemente curvada abaxialmente.
En la superficie de los micrófilos se encontraban los estomas, muy dispersos y levemente inmersos en la epidermis. El eje central del microfilo poseía un haz vascular en toda su longitud formado por traqueidas que no alcanzaba a las emergencias laterales salvo en su inicio. La inserción de los micrófilos en el eje tenía lugar de forma helicoidal en un número de 8 a 10 por vuelta.

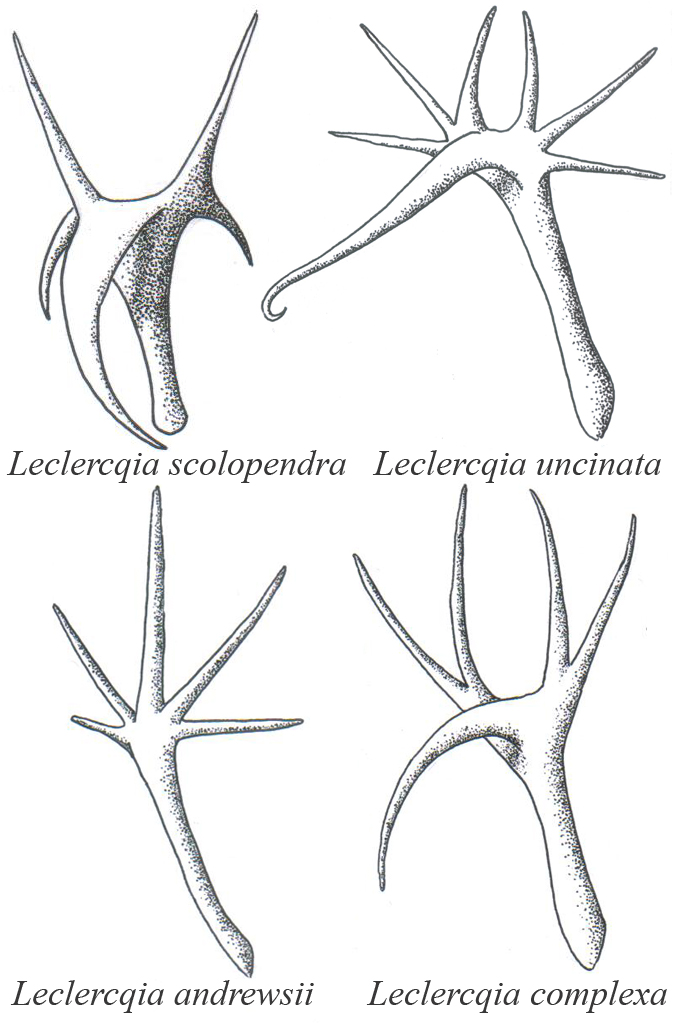
Detalle de los micrófilos de las cuatro especies conocidas del género Leclercqia.

El eje central poseía un cilindro vascular del tipo actinostela exarca muy compacta similar al presente en Protolepidodendron. El xilema estaba formado por entre 14 y 18 haces de protoxilema formado por traqueidas anulares y helicoidales con punteaduras. Delimitado por el protoxilema se encontraba un metaxilema compuesto por traqueidas escaleriformes con punteaduras uni a multiseriadas de morfología elongada. Este sistema vascular funcionaría en el mantenimiento de la posición erecta del vegetal y le aseguraría una cierta independencia del agua. Entre los vegetales del periodo Devónico conocidos es Leclercqia la única que presenta esta característica ya que en otros vegetales como Aglaophyton major, Asteroxylon mackiei, Rhynia gwynne-vaughanii u Horneophyton lignieri el porte erecto estaba sustentado por el turgor de sus tejidos y por tanto estaban más condicionadas por la disponibilidad de agua.
En la fase esporófito y asociados a los micrófilos mediante un corto segmento de tejido se encontraban unos esporangios globosos a elípticos de dehiscencia marginal superior y paralela al eje principal del talo. Estos esporangios formaban grupos más o menos numerosos junto a los micrófilos y alternados con segmentos de micrófilos vegetativos. Asociadas a los esporangios se han identificado multitud de esporas ornamentadas de entre 60 y 85 μm de diámetro con espinas de 5 a 9 μm a lo largo de su eje ecuatorial. Al no conocerse la presencia de megasporas se considera que el género es homospóreo al contrario de los otros licófitos conocidos aunque es posible que los megasporangios se encontraran en ejes independientes como ocurre en Selaginella gracilis.

## Distribución y ecología
Leclercqia complexa apareció por primera vez en el lagerstätte de Blenheim-Gilboa en el estado de Nueva York y Pensilvania con depósitos datados entre el periodo Eifeliense y el Givetiense del Devónico Medio. La misma especie o alguna de las descritas posteriormente han sido localizadas en todos los continentes con yacimientos en Bélgica, Alemania, Australia, Venezuela, China, Estados Unidos y Canadá por lo que se deduce que debieron tener una distribución cosmopolita. Los estudios paleogeográficos indican que el depósito de los materiales del yacimiento de Blenheim-Gilboa se produjo en un delta fluvial situado cerca de la ladera occidental de una montaña en una región de clima tropical con alternancia de temporadas con altas y bajas precipitaciones. Los fósiles son abundantes y muy bien preservados consistentes en densas matas de tallos. Junto a Leclercqia complexa aparecieron fósiles de gran cantidad de artrópodos y otros licopodios y progimnospermas sin que pueda discernirse si esta asociación de flora y fauna es natural o si responde a un transporte alóctono. En cualquier caso todo indica que Leclercqia se desarrollaba asociado a los márgenes de arroyos y pequeñas lagunas de agua dulce.